# Torgauer Steinweg

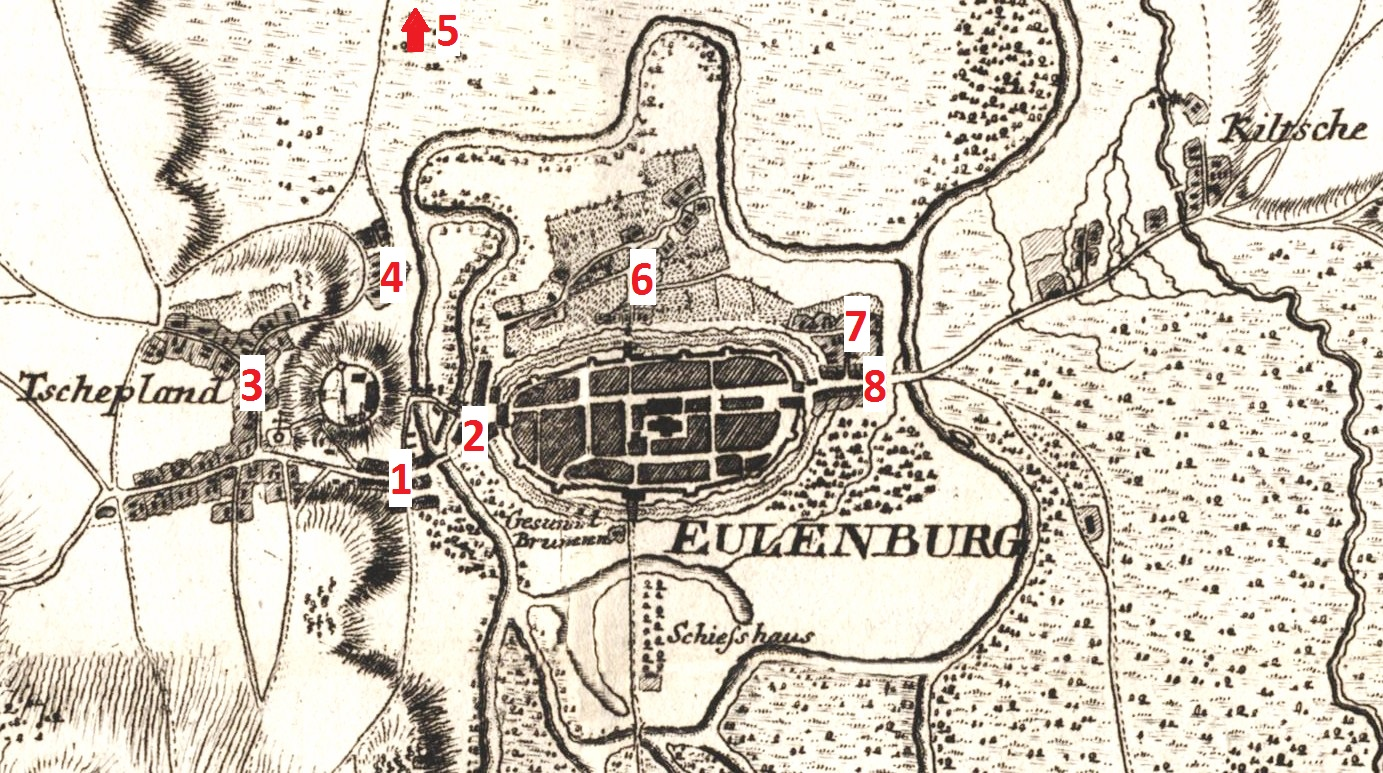
Die Cabinetskarte (1762) von Isaak Jacob von Petri gibt einen Überblick über Eilenburg und seine Vorstädte:
(1) Sand-Gemeinde
(2) Leipziger Steinweg
(3) Zscheppelende
(4) Tal-Gemeinde
(5) Hainichen
(6) Hinterstadt
(7) Gassen-Gemeinde
(8) Torgauer Steinweg

Torgauer Steinweg (auch Torgischer Steinweg oder Torgauer Vorstadt) war eine Gemeinde im Amt Eilenburg und ab 1815 im Landkreis Delitzsch. Der Ort, der im Wesentlichen aus einem zu beiden Seiten bebauten Straßenzug bestand, gehörte zu den Acht Vorstädten von Eilenburg. Er lag östlich vor Eilenburg zwischen dem Torgauer Tor und der Muldebrücke. Heute ist dieser Bereich zwischen Dr.-Külz-Ring und Samuelisdamm Teil der dicht bebauten Torgauer Straße.

## Geschichte
Als im Jahr 1150 mit dem Bau einer ersten Stadtbefestigung begonnen wurde, dürfte es noch keine Siedlung in dem benannten Bereich gegeben haben. Im Jahre 1400 erwähnt die Eilenburger Chronik eine Torgauer Vorstadt mit 102 „Seelen“. Das vor den Toren Eilenburgs beim Torgauer Steinweg gelegene Hospital St. Jürgen (später St. Georgi) kam 1424 als Schenkung von Friedrich I. zum Kloster Sitzenroda. Im Jahr 1543 erfolgte die Anhebung des Torgauer Steinwegs. 1632 vernichtete ein Brand drei Häuser in der Gemeinde, 1661 richtete ein Hochwasser großen Schaden an. Durch landesherrlichen Erlass wurde 1724 wie überall im Land eine Postmeilensäule vor dem Torgauer Tor errichtet. Während des Siebenjährigen Krieges kam es 1758 zu einem Kanonenfeuer der preußischen Truppen, denen ein Teil der Gemeinde zum Opfer fiel.
1819 ließ sich Gustav Prentzel mit einer Strumpfwarenfabrik in der Vorstadtgemeinde nieder, drei Jahre später begann die Pegelmessung der Mulde an der Torgauer Brücke. Als 1820 die Stadtmauern und 1835 die Stadttore niedergerissen wurden, wuchs der Torgauer Steinweg schnell mit dem alten Stadtgebiet zusammen. Die nahe gelegene Gassen-Gemeinde wurde schon 1747 zum Torgauer Steinweg gezählt. Am 9. April 1856 erfolgte die Eingemeindung nach Eilenburg. Durch den alliierten Beschuss am Ende des Zweiten Weltkriegs erlitt der Straßenzug schwere Treffer, erhielt jedoch zu DDR-Zeiten eine weitgehend geschlossene Bebauung durch das Einfügen von Neubauten zurück. Eine Ausnahme bildet der Standort des 1987 abgerissenen Gasthofs „Zum weißen Roß“. Die entstandene Baulücke an der Ecke zur Buttergasse wurde bis heute nicht geschlossen.